# Clos des Adalias
Pour les articles homonymes, voir Adalia (homonymie).
Le clos des Adalias (en néerlandais : Adaliasgaarde) est un clos bruxellois de la commune de Woluwe-Saint-Pierre donnant sur l'avenue Jan Olieslagers.